# Saturn (Costanza)
Saturn è una stazione balneare (staţiune turistică in rumeno) sul Mar Nero nel distretto di Costanza. Dal punto di vista amministrativo fa parte della città di Mangalia. Non ha residenti stabili.

## Geografia fisica
Situato sulla riva del Mar Nero 1 km a nord di Mangalia, dista 43 km da Costanza e 2 km da Venus.

## Storia
Il complesso turistico è stato inaugurato nel 1972

## Economia

### Turismo
La stazione è composta da una ventina di hotel situati nei pressi della spiaggia, da due campeggi e da due villaggi turistico. Sono presenti strutture per praticare l'elioterapia e la talassoterapia.

## Infrastrutture e trasporti
Situata lungo la strada E87 è raggiungibile da Costanza e da Mangalia con microbus.